# (213727) 2002 VF92
(213727) 2002 VF92 — астероїд головного поясу, відкритий 13 листопада 2002 року.
Тіссеранів параметр щодо Юпітера — 3,339.